# Kalhudheyfushi
Kalhudheyfushi ou Kalhudheyafushi  est une petite île inhabitée des Maldives. C'est une des nombreuses îles-hôtel des Maldives, accueillant le Gran Meliá Huravee.

## Géographie
Kalhudheyfushi est située dans le centre des Maldives, au Sud-Est de l'atoll Kolhumadulu, dans la subdivision de Thaa. 